# Togfonden DK
Togfonden DK er navnet på en politisk aftale foreslået den 1. marts 2013 af den daværende regering og vedtaget af et folketingsflertal bestående af regeringspartierne, Dansk Folkeparti og Enhedslisten den 17. september 2013. Med fonden reserveres 28,5 milliarder kr. til en række prioriterede jernbaneinfrastruktur-projekter. Partierne har aftalt at finansiere aftalen ved at harmonisere beskatningen på at udvinde nordsøolie og dermed øge beskatningen af nogle af olieselskaberne. Togfonden DK skal finansiere en blanding af ny og opgraderet jernbaneinfrastruktur, der muliggør timemodellen og elektrificering af resten af hovedbanenettet, så rejsetiden med tog kan reduceres på tværs af landet.
Den politiske forligskreds vedtog den 14. januar 2014, at hovedparten af midlerne skal bruges på højhastighedsjernbaner på Vestfyn, over Vejle Fjord og mellem Hovedgård og Hasselager syd for Aarhus til hastigheder på op til 250 km/t. Endvidere skal en række eksisterende tilstødende banestrækninger opgraderes til 200 km/t og elektrificeres. Dermed kan der indføres "superlyntog", der kan reducere rejsetiden til en time mellem Odense og hhv. København, Aarhus og Esbjerg – og mellem Aarhus og Aalborg. Øvrige lyntog og korresponderende tog vil herudover reducere rejsetiden til en række prioriterede byer.
Udover infrastruktur, som realiserer timemodellen, bygges en ny jernbane mellem Jelling og Billund Lufthavn, den resterende del af hovednettet elektrificeres, hovedparten af landets regionalbaner hastighedsopgraderes, Ny Ellebjerg Station får to nye perroner, der bygges flere stationsnære parkeringspladser, jernbanegodsbetingelserne på Hirtshalsbanen og Skagensbanen forbedres, og der bygges niveaufri skæring mellem København-Ringstedbanen og banen ved Vigerslev Alle. 
Togfonden DK er kritiseret bl.a. af den daværende opposition for at bygge på et for usikkert økonomisk grundlag og for at forringe vilkårene for investorerne i Nordsøen. Endvidere er det påpeget, at den samfundsøkonomiske forrentning af elektrificeringen mellem Vejle og Struer og mellem Aalborg og Frederikshavn er for lav. Herudover er togplanen kritiseret for ikke i tilstrækkelig grad at tilgodese byerne i Trekantsområdet med superlyntog. I januar 2015 vurderede Fonden Kraka, at der manglede 18 mia. kr. i finansieringen af projektet på grund af den lave oliepris. I sommeren 2015 varslede Venstre-regeringen derfor et serviceeftersyn af Togfonden. Som følge af serviceeftersynet og den manglende finansiering af hele Togfonden besluttede forligskredsen i 2016 at opdele Togfonden i en fase 1 og 2. I 2017 indgik forligskredsen aftale om fase 1 for 15 mia. kr.
Trods navnet er der ikke tale om en egentlig fond i juridisk forstand.

## Generelt
Rejsetiden med tog mellem landsdelene i Danmark blev nedbragt betragteligt, da Lillebæltsbroen åbnede og lyntogene indførtes på hovedstrækningerne i 1935. Senest er rejsetiden mellem landsdelene nedbragt betragteligt, da Storebælts-forbindelsens jernbanedel åbnede i 1997, og togenes maksimale hastighed øgedes til 180 km/t i 1998.
Rejsetiden på jernbanenettet i Danmark steg imidlertid i perioden 1997-2006. I 1997 kunne en togrejse mellem København og Esbjerg gøres på 2 timer og 35 minutter - i 2007 tog samme tur 2 timer og 57 minutter, hvilket er næsten 14 % længere tid. Den ekstra rejsetid skyldtes mangelfuld vedligeholdelse af skinner og signaler kombineret med en høj udnyttelse af den danske jernbane.
Siden 2007 er vedligeholdelsesefterslæbet håndteret, og det er besluttet, at Banedanmarks samlede signalsystem (inkl. S-banen) skal udskiftes i 2014-2021 - dog uden konkrete beslutninger om at nedbringe rejsetiden mellem landsdelene. Mens rejsetiden på jernbanenettet i Danmark er steget, har flere lande løbende investeret i højere hastighed og dermed mindre rejsetid. Eksisterende strækninger er blevet moderniseret, og helt nye højhastighedsbaner er blevet bygget. På trods af at den maksimale hastighed for Intercity- og lyntog i Danmark er 180 km/t, er gennemsnitshastigheden på det sted, hvor togene kommer hurtigst frem - dvs. for lyntoget uden stop Odense-Høje Taastrup - blot 138 km/t. På alle andre strækninger ligger gennemsnitsfarten endnu lavere.

## Baggrund
I slutningen af 1994 nedsatte Trafikminister Jan Trøjborg arbejdsgruppen "Baneplanudvalget" bestående af en række embedsmænd fra Trafikministeriet, DSB og (fra 1. januar 1997) Banestyrelsen. I april 1997 offentliggjorde Trafikministeriet Baneplanudvalgets rapport "Modernisering af jernbanens hovednet". En af de central forbedringer, som nævnes i rapporten, er en rejsetid mellem København, Odense, Aarhus og Aalborg på hhv. 1, 2 og 3 timer. I 2006 får timeplanen tilnærmelsesvist sit nuværende navn som "timemodellen", da interesseorganisationen 6-by-samarbejdet i samarbejde med DTUs trafikforskere Alex Landex og Otto Anker Nielsen præsenterer rapporten "6-by samarbejdet - om hurtige tog mellem byerne". Ifølge 6-by-samarbejdets rapport om timemodellen viser erfaringerne fra udlandet, at investering i jernbanen med henblik på at opnå korte, attraktive rejsetider skaber større efterspørgsel efter kollektiv trafik, fordi de rejsende vælger toget frem for bil eller fly. Også i Danmark viser al erfaring, at investering i jernbanen får flere til at rejse med tog. Med højere hastigheder bliver togdriften billigere, hvilket kan give flere tog og/eller billigere rejser.
I den politiske aftale ’En grøn transportpolitik’ fra den 29. januar 2009 var parterne enige om, at der skulle sikres markant hurtigere rejsetider med tog mellem de store byer. Man ønskede derfor at udbygge og opgradere jernbanenettet etapevis i form af en timemodel, hvor visionen var en rejsetid på en time på strækningerne København-Odense, Odense-Aarhus og Aarhus-Aalborg.
På denne baggrund offentliggjorde Trafikstyrelsen i marts 2011 som en del af en række strategiske analyser screeningsrapporten ’Forbindelser mellem Vest- og Østdanmark – Screening af linjeføringer for timemodellen og banebetjening Østjylland’. Rapporten analyserede tre linjeførings-alternativer for timemodellen:
- A) En grundmodel indeholdende kortere linjeføringer og bedre banekapacitet i den nuværende banekorridor via Lillebælt mellem Odense og Aarhus.

- B) En direkte linjeføring mellem Odense og Horsens via en forbindelse over det nordlige Lillebælt (en fast forbindelse mellem Bogense og Juelsminde).

- C) Den mest direkte linjeføring mellem Hovedstadsområdet og Aarhus via Kattegat og Samsø (en fast Kattegat-forbindelse).

Den med Togfonden foreslåede udbygning ligner det skitserede alternativ A.
Som en del af den politiske aftale ’Bedre og billigere kollektiv trafik’ fra den 12. juni 2012 blev Lunderskov-Esbjerg-banen elektrificeret, den blev indviet i 2017. Det besluttedes også at fremtidens jernbane skulle baseres på eldrift. Endvidere var der enighed om i første omgang at indkøbe 15 el-togsæt på baggrund af prøvedrift med 2-3 forskellige togtyper.
I oktober 2018 prækvalificerede DSB Alstom, Bombardier, Siemens og Stadler til at levere minimum 100 togsæt. I 2021 vandt Alstom kontrakten. Togene skal i drift i 2027.

## Hovedelementer

### Timemodellen
Ifølge Transportministeriet vil Togfonden DK indebære en fuld realisering af timemodellen, efter hvilken det bliver muligt at reducere rejsetiden mellem de fem største byer i Danmark markant. Fremover vil det tage en time at komme med toget fra København til Odense, en time videre mod hhv. Aarhus og Esbjerg og en time fra Aarhus til Aalborg. I forhold til i dag vil rejsetiden således reduceres med ca. 1 ½ time fra København til Aalborg og ca. 1 time fra København til Aarhus.
Det er meningen, at de eksisterende hovedstrækninger vil skulle opgraderes, og der vil skulle anlægges nye strækninger mellem København og Aarhus, så togene kan køre hurtigere og mere direkte fra by til by. Der vil bl.a. skulle bygges en jernbanebro over Vejle Fjord og nye strækninger på hhv. Vestfyn og mellem Hovedgård og Aarhus.
Endvidere vil togfonden indebære, at timemodellen også kan gennemføres, selv om IC4 ikke skulle blive toneangivende i fjerntrafikken. I det omfang IC4 indsættes som planlagt mellem landsdelene, vil togfondens reducerede rejsetider kunne udnyttes også inden, der indkøbes eltog, eftersom IC4 er bygget til en maksimal tilladt hastighed på 200 km/t.
Timemodellen har sine rødder i "DSB Plan 2000" fra 1988. Efter beslutningen om Storebæltsforbindelsen i 1986 udtænkte DSB en plan for køretider på 1 time mellem de større byer, som ligeledes ville indebære nye strækninger og en ny bro over Vejle Fjord. Planen blev aldrig gennemført. En vigtig årsag var elektrificeringen blev sat i stå midt i 1990´erne, og dermed var DSB nødt til at købe specialdesignede dieseltog i stedet for moderne elektriske højhastighedstog. Det førte til kontrakten om IC4 i år 2000. 2 beslutninger SF og Socialdemokratiet senere har undskyldt for.

### Elektrificering
Ifølge Transportministeriet muliggør Togfonden DK elektrificering af den resterende del af hovedbanenettet senest i 2025. Elektrificeringen vil bidrage til at gøre jernbanen uafhængig af fossile brændstoffer og nå det overordnede mål om, at transportsektoren skal bidrage til at nedbringe Danmarks samlede fossil-CO2-udledning. Samtidig sikres det, at den langsigtede togstrategi i Danmark ikke skal baseres på dieseltogene IC2 og IC4, og at der fremover kan indkøbes el-tog, som er velafprøvede og i drift andre steder i verden.
Når alle togstrækninger nævnt i Togfonden DK er elektrificerede, og der er indsat nye
eltog, vil den direkte udledning fossil-CO2 pr. kørt kilometer på disse strækninger reduceres med 100 %. Den direkte udledning vil i fremtiden nærme sig nul, da der kun forventes at køre enkelte dieseltog, når togfonden er realiseret.
Elektriciceringen er siden nærmest gået i stå. Der er elektrificeret mellem Lunderskov og Esbjerg, finansieret uden om Togfonden. Strækningen Køge Nord - Næstved (kaldet Lillesyd) er elektrificeret, men på grund af forsinkelserne i signalprogrammet er direkte elektriske tog mellem København og Næstved via Lillesyd udsat mindst til 2023. Elektrificering af Nordvestbanen er udsat mindst til 2025. Elektrificering Fredericia - Aarhus er udsat på grund af forsinkelserne i Signalprogrammet, hvllket også har betydning for den videre strækning Aarhus - Ålborg. Der er ikke fundet penge til elektrificering Vejle - Struer og Ålborg - Frederikshavn.
De mange problem og forsinkelser gør, at dieseltog under elektriske køreledninger er et ganske almindeligt syn i Danmark. For eksempel kører dieseltogene IC3 fra København til Fredericia under køreledningerne, for at fortsætte videre til Aarhus hvor der ikke er elektrificeret.Regionaltog til Holbæk/Kalundborg og Næstved/Vordingborg/Nykøbing F. er udelukkende dieseltog, som kører fra Østerport/København H til Roskilde/Ringsted under køreledningerne.

## Modtagelse

### Ros
Offentliggørelsen af Togfonden DK blev positivt modtaget af Banedanmark og DSB, Det Økologiske Råd, Dansk Industri, togpendlerne, trafikforskere, venstrefløjen og borgmestrene i bl.a. Odense, Aarhus og Aalborg.
Branchedirektør i Danske Anlægsentreprenører, Niels Nielsen, vurderede, at Togfonden DK vil generere 32.000 nye - især ufaglærte - job heraf 6000 på Fyn. Også LO forventede, at togplanen vil skabe job og styrke arbejdsmarkedet.

### Ris
Ugebrevet Mandag Morgen vurderede, at fonden først i 2042 når op på det samlede beløb, som regeringen har angivet i planen. Togplanen kritiseredes endvidere af Venstre for at øge byrderne på olieselskaberne i Nordsøen og for ikke at tilgodese investeringer i vejnettet. Sidstnævnte påpegedes også af Dansk Industri.
 Ifølge Henrik Dam Kristensen er der tale om nye penge til at gennemføre en række initiativer på baneområdet. Der er således ikke tale om, at der tages penge fra vej- til baneområdet.
| „ | Udviklingen af jernbaneinfrastrukturen i Danmark har i det store hele stået stille i årtier. Den eneste væsentlige forbedring har været etableringen af Storebæltsforbindelsen, der samtidig har forbedret mulighederne for vejtransport. Det er først i de seneste år, at der med beslutningerne om signalprogrammet og den nye bane København-Ringsted er kommet skub i udviklingen i retning af en moderne jernbane i Danmark. I modsætning hertil er der i andre europæiske lande i en årrække sket en markant udbygning af jernbanen med forøgelse af kapacitet og hastighed. For så vidt angår elektrificering, har Danmark en af de laveste andele af elektrificerede strækninger i Europa. Med Togfonden DK tages der et stort skridt i retning af, at jernbanen i Danmark kan indhente dette efterslæb. | “ |
|   | — Henrik Dam Kristensen |   |

Togfondens finansieringsmodel kritiseredes også for, at regeringens serviceeftersyn af Nordsø-aftalen indebærer, at Mærsk og de to partnere i Nordsøen, Shell og Chevron, der sammenlagt står for udvindingen af 90 % af olien, ikke skal bidrage til togfonden.
De økonomiske vismænd har vurderet, at de ændrede skatteforhold i Nordsøen både giver et rimeligere beskatningsniveau og et mere effektivt skattesystem, men har samtidig kritiseret sammenkoblingen med togfonden ud fra et synspunkt om, at et cigarkasseprincip for finansiering af infrastruktur ikke er hensigtsmæssigt.

## Mulige effekter

### Rejse-, bosætnings- og beskæftigelsesmønstre
Trafikforsker Harry Lahrmann, Aalborg Universitet, vurderer, at hovedstaden vinder ved den nye togplan, men at også Aarhus og trekantsområdet vil få gavn af planen, eftersom ny infrastruktur er stærkest for de byer, som ligger i enden af den. Lahrmann er dog også skeptisk over for planen, eftersom ikke alle de foreslåede elektrificerede strækninger har en samfundsøkonomisk høj rente. Samtidig lider busdriften i Danmark under alvorlig mangel på penge.
Ifølge Ulf Hjelmar, programleder på Det Nationale Institut for Kommuners og Regioner Analyse og Forskning (KORA), vil man i endnu højere grad se danske lønmodtagere, der tilbagelægger hundreder af kilometer for at komme på job, når togplanen er ført ud i livet. Det skyldes, at Danmark er karakteristisk ved, at næsten halvdelen af økonomien ligger i Hovedstadsområdet. Og da Hovedstadsområdet rummer en langt mindre andel af befolkningen, trækker det mange pendlere fra et opland, som vil blive større med de mindre rejsetider.
| „ | København står for 85 procent af de udenlandske investeringer i Danmark. Men den udvikling skal det øvrige Danmark ikke nødvendigvis være så ked af, for vækst i København kommer i højere grad resten af landet til gode, end hvis den sker i andre danske byer. Når der skabes 100 job i København, giver det 20 job i det øvrige Danmark, har analyser vist. Derimod giver det kun 7 job i resten af landet, hvis der kommer 100 job i Aalborg. | “ |
|   | — Ulf Hjelmar (Det Nationale Institut for Kommuners og Regioner Analyse og Forskning) |   |

Ifølge Flemming Just - der indtil for nylig var ansat i et professorat på Syddansk Universitet, hvor han forskede i globalisering og velfærdsstatens udvikling - vil togfonden få stor betydning for bosætnings- og beskæftigelsesmønstrene. Det meste af Danmark vil blive opland til København, og det vil give et mere fleksibelt arbejdsmarked.
Lektor Høgni Kalsø Hansen, Institut for Geovidenskab og Naturforvaltning på Københavns Universitet, betragter det som givet, at danskerne vil bo og arbejde tæt på de nye supertog. Når rejsetiden mellem fx København og Aarhus bliver kortere vil det formentlig betyde, at virksomhederne kan trække på andre typer af samarbejder, end de gør i dag. Det skaber nærhed mellem arbejdsmarkederne i de store byer, mens udkantsområderne vil blive endnu mere polariseret.
Ifølge Flemming Eskildsen, Venstre-borgmester i Skive og tidligere formand for den nu nedlagte kommuneforening Det Skæve Danmark, er højhastighedstogene en håndsrækning til yderområderne. De hurtige tog vil næppe fragte mere vækst ud i de fjernere kroge af landet, men togene vil i højere grad gøre det muligt for danskerne at blive boende og så tage på arbejde i de større byer, hvor væksten finder sted.
Ifølge Carsten Abild, formanden for foreningen Landsbyerne i Danmark, vil højhastighedstogene skabe vækst langt ud på landet i takt med, at der kommer flere og flere hjemmearbejdspladser og mulighed for at arbejde hjemme to-tre dage om ugen.
| „ | Når transporten mellem de store byer kan ske på en time de sidste to dage [af ugen], hvor man skal møde på arbejdet, tror jeg, mange flere vil vælge at bo på landet for en billig penge i smukke omgivelser og med alle de fortrin i form af nærhed og medindflydelse. | “ |
|   | — Formand Carsten Abild, foreningen Landsbyerne i Danmark |   |

### Kattegat-forbindelsen
Flere trafikforskere vurderede, at Togfonden DK ville skubbe behovet for en Kattegat-forbindelse længere ud i fremtiden på den anden side af 2030. På pressemødet den 1. marts 2013 afviste transportministeren dog, at togfonden og Kattegat-forbindelsen havde noget med hinanden at gøre. Han henviste i stedet til, at overvejelserne om en mulig Kattegat-forbindelse foregår i et helt andet regi.

## Betjeningen af Jylland og Fyn

### Østjylland
Borgmestrene i nogle af de østjyske byer, der ikke ville blive direkte begunstiget af investeringerne i jernbanen, udtrykte bekymring for at blive hægtet af hovedstrækningen. Fx indebærer den nye jernbane over Vejle Fjord, at nogle af de hurtige tog vil blive ført uden om Vejle. Transportminister Henrik Dam Kristensen afviste kritikken og pointerede, at Vejle i den nye timemodel vil få mindst det samme antal afgange som i dag, og at det også bliver til gavn for Vejle, at farten på de eksisterende baner sættes op til 200 km/t. Fx vil rejsetiden på strækningen Vejle-Aarhus reduceres fra 46 til 34 minutter, på strækningen Vejle-Odense fra 54 til 38 minutter, og på strækningen Vejle-København fra 2 timer og 1 minut til 1 time og 38 minutter. Ifølge ministeren vil de nye superlyntog mellem København og Aalborg ikke standse i Trekantsområdet, men i stedet får området sine egne superlyntog med en afgang i timen. Togene skal udgå fra Aarhus med stop i Horsens, Vejle og Fredericia og derfra fortsætte til København kun med stop i Odense. Såfremt der ikke bygges en ny jernbanebro over Vejle Fjord - og forudsat at de øvrige investeringer på strækningen mellem Odense og Aarhus gennemføres - forlænges rejsetiden ifølge beregninger fra Trafikstyrelsen med 8 minutter.
Borgmester i Horsens, Peter Sørensen, vurderede, at Horsens kan blive et trafikalt knudepunkt, såfremt højhastighedstogene i fremtiden standser på Horsens Banegård. I Skanderborg konstaterede borgmester Jørgen Gaarde, at de nye hurtigtog formentlig vil køre uden om byen, men at det ikke ubetinget behøver være et tilbageskridt.
| „ | Det vil selvfølgelig være et tab for Skanderborg og de mennesker, der bruger Skanderborg Station til at stige på toget mod København. Men jeg er ikke en maskinstormer, der bare vil kæmpe imod en udvikling, som kommer mange danskere til gode, fordi køretiden mellem de store byer bliver kortere. Derfor gælder det nu om at se muligheder og sørge for at være med allerede i de indledende forhandlinger, så Skanderborg også kan drage nytte af planerne. | “ |
|   | — Jørgen Gaarde, borgmester i Skanderborg |   |

En af timemodellens fædre, professor Otto Anker Nielsen fra DTU, vurderede i forbindelse med offentliggørelsen af Togfonden DK, at den er meget tæt på den oprindelige plan. Og endda endnu mere ambitiøs på elektrificerings-delen, hvor timeplanen som udgangspunkt kun kalkulerede med elektrificering til Esbjerg og Aalborg. Togfonden indebærer herudover også elektrificering mellem Aalborg og Frederikhavn, mellem Vejle og Struer og mellem Roskilde og Kalundborg.
| „ | Det vil give bedre muligheder for lokal- og regionaltogstrafik. Først og fremmest i det østjyske bybånd, der i mange år har savnet en bedre banebetjening, som desværre har været umulig at gennemføre, fordi der har manglet plads til de langsomme lokaltog. Her vil man kunne opgradere den østjyske jernbane med højfrekvent S-togslignende betjening på aksen Randers-Aarhus-Horsens-Vejle-Fredericia-Kolding. | “ |
|   | — Otto Anker Nielsen, professor |   |

I et svar til Transportudvalget den 7. maj 2013 kunne transportministeren oplyse, at det samlede passagergrundlag i Trekantsområdet - forstået som afrejser og ankomster i alt ved Middelfart, Fredericia, Vejle og Kolding stationer - er mindst det samme som afrejser og ankomster i hver af timemodelbyerne Aarhus, Aalborg, Odense og Esbjerg. Ministeren understregede derfor, at det er planen, at der selvfølgelig skal være lyntogsstop i Trekantsområdet. Spørgsmålet er alene, om det skal være lyntoget København-Aarhus eller tillige lyntoget København-Aalborg, der skal stoppe i Trekantsområdet, hvilket undersøges af Trafikstyrelsen. Endvidere vil lyntoget København-Esbjerg skulle stoppe i Trekantsområdet (Kolding).

### Sønderjylland
Togfonden kritiseredes for ikke i tilstrækkelig grad at tilgodese Sønderjylland, eftersom der ikke umiddelbart var lagt op til at fjerne den tilbageværende flaskehals: enkelsporsstrækningen Tinglev-Padborg. Transportministeren påpegede dog, at det med den politiske aftale 'En grøn transportpolitik' af 29. januar 2009 er besluttet, at perspektivet på sigt er en fuld udbygning til dobbeltspor på hele strækningen gennem Sønderjylland, og at der foretages en opdatering af beslutningsgrundlaget for strækningen Tinglev-Padborg. 
 Endvidere påpegede ministeren, at rejsetiden fra København til Sønderborg forventes reduceret betragteligt fra 3 timer og 41 minutter til 2 timer og 55 minutter.

### Vestfyn
Transportministeren overvejede i efteråret 2012 at nedlægge regionaltogstrafikken på Vestfyn til fordel for busruter, fordi der er for få, der bruger regionaltogene, og fordi der mangler plads til de øvrige, hurtigere tog.
Som følge af den nye dobbeltsporede højhastighedsbane over Vestfyn der planlægges som en del af Togfonden DK, vil det give ekstra banekapacitet og dermed bedre muligheder for at betjene de nuværende stationer mellem Odense og Middelfart.
Det blev i 2024 anslået at forbindelsen ville kunne tages i brug i slutningen af 2029.

## Samfundsnytte
Togfonden lægger op til, at strækningerne Aalborg-Frederikshavn og Vejle-Struer elektrificeres. Togfonden kritiseredes derfor for at bryde med det hidtidigt gældende princip om, at store trafikale anlægsinvesteringer bør være samfundsøkonomisk rentable og som udgangspunkt have et positivt afkast på mindst 4-5 %. Transportministeren bekræftede i den forbindelse, at de to strækninger ifølge den strategiske analyse om elektrificering af banenettet fra efteråret 2011 har en samfundsøkonomisk negativ nutidsværdi og isoleret set ikke lever op til en forrentning på 5 %, hvilket isoleret betragtet taler for ikke at fremme projektet. Regeringen lægger imidlertid vægt på et sammenhængende Danmark og ønsker ikke at koble hverken Vendsyssel eller Midt- og Nordvestjylland fra udviklingen på det øvrige jernbanenet.
Ifølge Jyllands-Posten den 23. april 2013 vil togfonden ifølge tal fra Trafikstyrelsen skaffe 4190 flere passagerer mellem de største byer svarende til en pris på 5,7 mio. kr. for hver ny togrejsende mellem landets fem største byer, hvilket ifølge avisen gør togplanen dyr og kun til gavn for et mindretal af de rejsende. I samme artikel udtaler trafikforsker Harry Lahrmann, at det er positivt, at politikerne vil investere i den kollektive trafik men frygter, at nogle af de mange penge bruges ufornuftigt. Lahrmann peger på, at busdriften lider under alvorlig mangel på penge samtidig med, at dele af elektrificeringen af togdriften er samfundsmæssig urentabel. Den 28. april 2013 kunne kontorchef i Trafikstyrelsen, Jan Albrecht, dog oplyse, at Jyllands-Postens udgangspunkt bygger på en misforståelse. Således forventes den samlede timemodel i fremtiden at skaffe 9,6 mio. ekstra rejser årligt over og vest for Storebælt i forhold til i dag - hvilket svarer til ca. 26.000 flere rejser på en gennemsnitsdag og ikke blot 4190 flere rejsende.
| „ | Desuden bruges der i lederen også den ukorrekte beregning af, at hver eneste af de nye passagerer dermed koster over fem millioner kroner. Det er ikke korrekt! Man har, udover det forkerte passagerantal, overset, at investeringerne ikke kun dækker timemodellen, men også elektrificering. Og timemodellen har ikke kun til formål at overflytte bilrejser, men også at gavne eksisterende togpassagerer med kortere rejsetid. Til sammenligning er motorvejsudbygninger som fx til Silkeborg mest for eksisterende brugere. Desuden kan man ikke nøjes med at se på en enkelt dag. Man får udbytte hver dag året rundt i en lang årrække. Der vil også være andre fordele, fx lavere driftsomkostninger, fordi hurtigere tog giver mindre forbrug af togmateriel og personale. | “ |
|   | — Kontorchef i Trafikstyrelsen, Jan Albrecht |   |

Transportministeren påpegede, at der samlet set er god økonomi i togplanen, eftersom tidsbesparelsen for hele timemodellen på årsplan løber op i 9 mio. timer svarende til en samfundsøkonomisk værdi på omkring 800 mio. kr. om året.
| „ | Hvis vi skal give jernbanen et løft, kræver det en helhjertet indsats - også der hvor det ikke er billigt - fx mellem Odense og Aarhus. Men det var heller ikke billigt at bygge Silkeborgmotorvejen, hvor det koster 6,6 mia. at give trafikanterne en besparelse på 12 min. Det ville Venstre gerne være med til. I timemodellen vil vi bruge 13,9 mia. kr. på at give en besparelse på mindst 24 minutter mellem Odense og Aarhus. | “ |
|   | — Transportminister Henrik Dam Kristensen |   |

## Kritik
Togfonden DK er kritiseret for ikke i tilstrækkelig grad at tage højde for en række svage led og knaster: I marts vurderede ingeniør og jernbaneekspert fra Atkins, Tommy O. Jensen, i Ingeniøren, at Lillebæltsbroen inden for en overskuelig fremtid kan tænkes at blive en ny flaskehals, som vil betyde, at selv fremtidens elektriske højhastighedstog vil blive tvunget til at sænke hastigheden til 120-130 km/t på strækningen. Samtidig påpegede han, at Aarhus H er et utidssvarende stationsanlæg, som er udformet som en sækbanegård, hvor IC-togene skal ind og ud fra det samme verdenshjørne, og hvor et IC-tog mod Aalborg skal bruge kostbar tid på at skifte køreretning.
I april 2013 påpegede næstformand for Danske Regioner, Carl Holst, at såfremt man skal have det fulde udbytte af investeringerne i tognettet, skal også busdriften udbygges og forbedres. En stigning i buskørslen på fx 25 % vil indebære, at området skal tilføres omkring 400 mio. kr. hvert år. Samtidig bør lokalbanerne fornys med højere hastigheder og flere afgange.
I efteråret 2013 kritiseredes togfonden for ikke i tilstrækkelig grad at tilgodese udkantsområderne, de mindre stationer, de københavnske S-tog, Kystbanen og Bornholm.

## Politiske forhandlinger (2013)
Selve timeplanen og elektrificeringen af resten af hovedstrækningerne - der er hovedelementerne i togfonden - er der bred politisk opbakning til i form af de politiske aftaler fra 2009 og 2012. Henset til at fonden først i 2017 - og dermed efter næste folketingsvalg - vil have kapital at råde over, var der imidlertid brug for en bred politisk aftale om finansieringen.

Allerede i marts luftede Enhedslistens trafikordfører, Henning Hyllested, nogle af partiets krav ved de kommende forhandlinger, bl.a. fordi han mente, at regeringen skyldte Enhedslisten noget efter skrotningen af lastbilafgiften. 
 Hyllested mente derfor, at togfonden også burde tage høje for investeringer i godstransport på jernbane, så jernbanen kan blive et reelt alternativ til lastbiltransport. Hyllested ønskede således godskorridorer med tilhørende terminaler på Malmø-Esbjerg og Padborg-Hirtshals og elektrificering til Hirtshals.
Forhandlingerne om Togfonden begyndte den 29. august 2013 på et møde, hvor alle Folketingets partier var indbudte. Men allerede samme aften forlod Venstre forhandlingerne. Partiets finansordfører, Peter Christensen, forklarede det tidlige exit med, at Venstre ikke vil være med til at øge beskatningen i Nordsøen. Endvidere påpegede Venstre, at de 10-15.000 danske arbejdspladser i offshoreindustrien også er vigtige, og at man med den foreslåede finansiering risikerer, at der ikke foretages de nødvendige investeringer i Nordsøen, for at også den marginale olie hentes op.
| „ | Vi har set, hvad der skete, da andre lande forsøgte sig med øgede skatter og afgifter på selskaberne i Nordsøen. Investeringerne faldt. Arbejdspladserne forsvandt. Og det, der skulle have været en gevinst, blev til et tab. I stedet måtte de sadle om og give de selskaber, der opererer i Nordsøen, endnu bedre vilkår, end før de begyndte på den øvelse. Der er ingen grund til, at vi kaster os ud i samme eksperiment. | “ |
|   | — Finansordfører Peter Christensen, Venstre |   |

Finansminister Bjarne Corydon (S) mente, at det ikke var særlig ansvarligt fra Venstres side at forlade forhandlingerne, eftersom Togfonden er en af de helt store reformer for at få et stærkere samfund, bedre konkurrenceevne og ordentlige vilkår for borgerne. Corydon afviste samtidig, at regeringens finansiering vil koste arbejdspladser, fordi den beskatning, der lægges op til, efter skatteministeren og energiministerens vurdering vil være mere egnet til at sikre, at vi får olien op af Nordsøen, end den nuværende beskatning. Ifølge Peter Christensen foreslog Venstre på mødet, at man i stedet finansierer jernbaneinvesteringerne med penge fra Infrastrukturfonden og ved at frasælge eller omprioritere inden for det offentlige. Disse forslag afviste Bjarne Corydon, at han var blevet præsenteret for, men han forventede fortsat at kunne realisere togfonden trods Venstres exit.
Den 30. august 2013 forlod også Liberal Alliance forhandlingerne og begrundede beslutningen med både samfundsøkonomiske og moralske hensyn. Skatteordfører Ole Birk Olesen frygtede, at regeringens planer om at finansiere togfonden med ændrede skatteforhold for olieselskaberne ville medføre tab af investeringer og arbejdspladser. Ifølge Olesen var løsningen ikke højere skatter, som risikerede at skræmme flere værdifulde investeringer og arbejdspladser ud af landet. Liberal Alliance mente desuden, at investorerne i Nordsøen var blevet stillet et investerings- og afskrivningspotentiale i udsigt, som regeringens forslag ville rive tæppet væk under.
| „ | Udbyttet af olieudvinding i Nordsøen er mindre end i mange andre oliefelter. Derfor er investeringerne forbundet med større økonomiske risici for olieselskaberne. Yderligere skatter vil kun forringe potentialet og afholde selskaberne fra at investere. | “ |
|   | — Skatteordfører Ole Birk Olesen, Liberal Alliance |   |

Under forhandlingerne kom det frem, at en række olieselskaber havde hyret flere tidligere spindoktorer - blandt andre Michael Kristiansen og Michael Ulveman, der var rådgivere for Anders Fogh Rasmussen (V), Jan Jull, der var rådgiver for Poul Nyrup Rasmussen (S), og Peter Goll, der i en periode rådgav justitsminister Morten Bødskov (S). Pernille Rosenkrantz-Theil (S) tog kraftigt afstand for lobbyismen.
| „ | Jeg synes ikke, det pynter. Jeg synes, det er udansk, og det er ikke den måde, vi skal have et demokrati på, hvor de store, kommercielle interesser får meget mere at skulle have sagt end menigmand. Det, vi har med at gøre her, er en skævvridning af vores demokrati, fordi den pendler, der har brug for den togfond, som vi er i gang med at etablere for de her oliemilliarder, jo slet ikke har samme mulighed for at gøre sine holdninger gældende. | “ |
|   | — Energiordfører Pernille Rosenkrantz-Theil (S) |   |

Den 5. september forlod også De Konservative forhandlingerne. Ifølge partiet var man enige om målsætningen for togfonden, der ifølge finansordfører Mike Legarth byggede videre på de investeringer, som den konservative partiformand Lars Barfoed som transportminister gennemførte i nye signaler og strækninger. Men ifølge De Konservative var beskatningen af olieselskaberne ikke rimelig.

## Den politiske aftale (2013-2014)
Den 17. september 2013 indgik regeringen, Dansk Folkeparti og Enhedslisten politisk aftale om Togfonden DK. Ved indgåelsen af aftalen udestod der kun en lille knast mht. finansieringen, eftersom Dansk Folkeparti på den ene side krævede, at der indføres et forsigtighedsprincip, hvor man løbende holder øje med, om pengene til projektet nu også rent faktisk er der. Således fremgår det af aftaleteksten, at man i 2024 skal se budgettet efter i sømmene for at sikre, at der er penge nok til at finansiere togplanen. 
 På den anden side fik Enhedslisten også påvirket den nye beskatningsaftale. Hidtil havde aftalen mellem olieselskaberne i Nordsøen, dvs. Dansk Undergrunds Consortium (DUC), og den danske stat sikret olieselskaberne, at de ville blive kompenseret krone for krone, hvis den danske stat ændrede i beskatningen af selskaberne efter en aftale var indgået. Men den formulering indgår ikke i den nye beskatningsaftale, der dermed indebærer, at nye medlemmer af DUC ikke kan se frem til at blive kompenseret som hidtil.
Skatteminister Holger K. Nielsen (SF) var yderst tilfreds med den indgåede aftale og garanterede, at der vil være 28,5 mia. kr. i fonden, og at parterne havde forpligtet hinanden til at supplere op på de årlige finanslove, hvis der skulle være for få penge.
| „ | Det er en ambitiøs satsning på hurtigt tog i Danmark, så det bliver bedre for alle danskere at blive transporteret. Det bliver bedre for pendlerne, for danskere der vil fra København til Aalborg og er i det hele taget en enorm styrkelse af den kollektive trafik. Jeg er meget tilfreds med, at vi har landet en aftale, som sikrer en mere fair og fornuftig beskatning af udnyttelsen af vores fælles resurser i Nordsøen. Aftalen skaber klarhed for virksomhederne fremadrettet, og vi sørger for, at staten får en større og mere rimelig andel af udbyttet fra Nordsøen. Det er en god og solid aftale med bred opbakning i Folketinget. | “ |
|   | — Skatteminister Holger K. Nielsen (SF) |   |

Ifølge DR's politiske kommentator, Ask Rostrup, var aftalen om togfonden "en stor sejr for regeringen" og "klassisk socialistisk politik".
Umiddelbart efter at aftalen var på plads, påpegede Dansk Folkepartis finansordfører, René Christensen, at opgaven nu er at finde ud af, hvordan de mange milliarder kommer flest dagligt rejsende til gode.
| „ | Det lyder fint nok med en timeplan, men det kan også være en 70-minuttersplan. Det vigtigste for os er, at flest mulige pendlere får glæde af de mange milliarder, så man kan modvirke urbaniseringen, hvor alle flytter til byen. | “ |
|   | — Finansordfører René Christensen (DF) |   |

### Finansieringsmodellen
Der er lagt op til, at Togfonden finansieres ved at forhøje skatten for en række selskaber, der står uden for Dansk Undergrunds Consortium (DUC), der i dag udvinder gas og olie i Nordsøen. Blandt selskaberne er Dong Energy, der kommer til at betale ca. en fjerdedel af fonden. De øgede statslige indtægter findes ved at ændre beskatningsreglerne for de gamle koncessioner, så de fremover beskattes efter de nye regler. Dermed vil alle selskaber i Nordsøen komme til at betale skat efter de samme regler. Overgangen betyder, at kulbrintefradraget nedsættes fra i alt 250 % til i alt 30 %, at rørledningsafgiften og feltafgrænsningen ophæves, og at kulbrinteskattesatsen nedsættes fra 70 % til 52 %. Ifølge Skatteministeriet vil ligestillingen mellem selskaberne være mere hensigtsmæssig og tilskynde markant bedre til at udnytte de begrænsede resurser i Nordsøen så godt som muligt.
I december 2013 citerede Jyllands-Posten en økonomisk redegørelse fra Økonomi- og Indenrigsministeriet, hvoraf det fremgik, at den forventede indtægt af skatteomlæsningen ville blive omkring 3 mia. kr. lavere på grund af faldende oliepriser. Tænketanken Kraka mente sågar, at det økonomiske hul i togfonden ville blive på 6 mia. kr. og dermed dobbelt så stort. Over for Jyllands-Posten holdt skatteminister Jonas Dahl (SF) imidlertid fast i de oprindelige beregninger og forklarede, at langsigtede investeringer altid er forbundet med en vis usikkerhed.

### Anlægselementer
Ved den politiske aftale fra januar 2014 var der enighed om, at Togfondens 28,5 mia. kr. skal fordeles på følgende anlægselementer:
Elektrificering (i alt 8,7 mia. kr.):
- Fredericia-Aalborg-Frederikshavn
- Vejle-Struer
- Roskilde-Kalundborg

Anlægselementer iht. Timemodellen:
- Ny jernbane over Vestfyn (4,9 mia. kr.)
- Ny jernbanebro over Vejle Fjord (4,3 mia. kr.)
- Opgraderinger Fredericia-Vejle, Vejle-Horsens-Hovedgård og omkring Aarhus H (i alt 1 mia. kr.)
- Opgradering Aarhus-Hobro (0,9 mia. kr.)
- Ny jernbane Hovedgård-Hasselager (3,4 mia. kr.)

Den nye jernbane mellem Hovedgård og Hasselager, som skal give en tidsbesparelse på seks minutter ved at køre uden om Skanderborg, kan ifølge aftalen tidligst blive besluttet i 2024, hvor forligsparterne kan se, om der er tilstrækkeligt med midler i fonden.
Øvrige anlægselementer:
- Fly-over på Ny Ellebjerg Station så det undgås, at godstog fra Sverige skal krydse passagertogene på den nye København-Ringsted-bane
- Projekt på Hirtshals Havn der skal flytte gods over på jernbanen

I aftalen er der endvidere afsat 750 mio. kr. til en baneforbindelse mellem Vejle og Billund. I 2014 vil Transportministeriet komme med et oplæg om alternative linjeføringer, herunder en mulig letbane.

### Rejsetider
Ifølge Trafikstyrelsens og Banedanmarks beslutningsoplæg fra september 2013 vil der kunne opnås følgende rejsetider, såfremt alle togfondens anlægselementer etableres, og såfremt regionalbanerne opgraderes.
| Korteste rejsetider (timer og minutter) | 2013 | Togfonden |
| --------------------------------------- | ---- | --------- |
| København-Aarhus                        | 2:50 | 1:55      |
| København-Odense                        | 1:15 | 0:58      |
| København-Esbjerg                       | 2:55 | 2:00      |
| København-Aalborg                       | 4:19 | 3:00      |
| København-Køge                          | 0:39 | 0:22      |
| København-Roskilde                      | 0:20 | 0:16      |
| København-Fredericia                    | 1:47 | 1:22      |
| København-Vejle                         | 2:04 | 1:36      |
| København-Horsens                       | 2:21 | 1:52      |
| København-Kolding                       | 2:14 | 1:28      |
| København-Holbæk                        | 0:49 | 0:35      |
| København-Kalundborg                    | 1:27 | 1:02      |
| København-Vordingborg                   | 1:03 | 0:49      |
| København-Nykøbing Falster              | 1:24 | 1:00      |

Ifølge den politiske aftale fra januar 2014 vil der med en række regionale hastighedsopgraderinger endvidere kunne opnås følgende rejsetidsbesparelser:
- Esbjerg – Struer: 35 minutter
- Struer – Thisted: 23 minutter
- Vejle – Struer: 24 minutter
- Skanderborg – Skjern: 20 minutter
- Aalborg – Frederikshavn: 16 minutter
- Langå – Struer: 14 minutter
- Bramming – Tønder: 14 minutter
- Holbæk – Kalundborg: 14 minutter
- Køge Nord – Næstved: 10 minutter
- Østerport – Helsingør: 6 minutter
- Tinglev – Sønderborg: Ca. 1 minut

## Usikkerhed om finansieringen (2013-2015)
I såvel Jyllands-Posten som Berlingske kritiserede en række eksperter i 2013 finansieringen af Togfonden, fordi den blandt andet er baseret på en konstant stigende oliepris til niveauet 218 dollar pr. tønde frem mod 2035. I starten af 2014 meldte olieselskaberne Maersk Oil og Statoil, at de havde valgt at droppe en række projekter i Nordsøen, fordi olieprisen ventes at ligge på 90 dollar pr. tønde i mange år frem.
Ifølge Berlingske er de globale energimarkeder på den ene side så grundlæggende ændret som følge af skifer-revolutionen i USA, at det alene frem mod 2020 kan medføre et hul på 3,7 mia. kr. i Togfonden, fordi fonden finansieres af statens olieindtægter. På den anden side har usikkerheden om en Irak-krise som følge af den islamiske organisation ISIS' fremmarch i Irak i 2014 øget den aktuelle pris for en tønde Brent-olie i London til 113 dollar.
I januar 2015 vurderede Tænketanken Kraka, at der manglede 18 mia. kr. i finansieringen af projektet, og råvareanalytiker i Danske Bank, Jens Nærvig Pedersen, mente, at der var sket et permanent skift på oliemarkedet, hvor "tiderne med en oliepris over 100 dollar for en tønde ikke er der længere." Regeringen garanterede, at planerne i Togfonden vil blive gennemført, men har ikke sagt præcis, hvor pengene skal komme fra.

## Serviceeftersyn (2016)
Allerede i sit regeringsgrundlag fra sommeren 2015 varslede Venstre-regeringen et serviceeftersyn af Togfonden på trods af, at partiet stod uden for den politiske aftale, og i april 2016 var banen kridtet op til forhandlinger, efter at Transportministeriet havde gransket aftalen. Ifølge Ingeniøren var der tre mulige scenarier for forhandlingerne:
- Dansk Folkeparti (DF) træder ud af aftalen, hvorefter kun elektrificeringen af jernbanens hovedstrækninger vil stå tilbage.
- Forhandlingerne resulterer i en decimeret Togfond uden broen over Vejle Fjord og ny højhastighedsbane over Vestfyn. DF er ikke indstillet på helt at give afkald på den vestfynske bane men har ikke lagt skjul på, at Timemodellen ikke er vigtig for partiet. DF forventes som minimum at fastholde sit ønske om en nye jernbane til Billund og de resterende regionale hastighedsopgraderinger.
- Jernbanebroen over Vejle Fjord udskydes. Socialdemokraterne er fortaler for denne løsning, og hverken DF, de Radikale og Enhedslisten er afvisende. Dermed realiseres Timemodellen ikke i 2025, og der åbnes op for en længere årrække til at finansiere Togfond-projekterne.

Ifølge Transportministeriet er bl.a. følgende ikke-igangsatte projekter omfattet af serviceeftersynet (mio. kr.):
- Ny højhastighedsbane over Vestfyn: 4951
- Ny jernbanebro over Vejle Fjord: 4354,3
- Opgraderinger (Fredericia-Aarhus H): 1872,5
- Øvrige regionale hastighedsopgraderinger: 1074
- Ny jernbane Vejle-Billund: 752,2
- Hastighedsopgradering Hobro-Aalborg: 111,5

### Fase 1 og 2
Som følge af den manglende finansiering af hele Togfonden besluttede forligskredsen at opdele Togfonden i en fase 1 og 2.

## Forligskredsens aftale om fase 1 (2017)
Den 7. september 2017 offentliggjorde forligskredsen bag Togfonden (Socialdemokratiet, Dansk Folkeparti, Enhedslisten, Radikale Venstre og Socialistisk Folkeparti) - der udgjorde et flertal i Folketinget - en aftale om at udvide Togfonden med 2 mia. kr. og fastsætte en nordlig linjeføring for den nye jernbane over Vestfyn. De nye midler skal hentes fra frie midler i aftalen om Bedre og billigere kollektiv trafik i perioden frem til 2025, så Togfondens fase 1 kan realiseres for i alt 15 mia. kr.
Aftalen omfatter:
Timemodel:
- Ny bane over Vestfyn (Forslag Nord)
- Hastighedsopgradering Fredericia-Hobro
- Hastighedsopgradering Hobro-Aalborg (200 km/t)

Elektrificering:
- Fredericia-Aalborg
- Roskilde-Kalundborg
- Kørestrøm

Øvrige projekter:
- Niveaufri skæring og perroner ved Ny Ellebjerg
- Bedre internet i tog
- Ramme til godstrafik i Nordjylland

## Tidsperspektivet
Ifølge Transportministeriet vil etableringen af timemodellen og elektrificeringen kunne påbegyndes i forbindelse med, at Banedanmark udruller signalprogrammet i 2017-2021.
I 2022 blev det anslået at den nye bane over Vestfyn kunne tages i brug i 2028. Den er planlagt fra Odense Vest til Kauslunde. I 2024 blev det anslået at selvsamme bane kunne tages i brug i 2029.